# 帕爾默灣
60°37′S 45°20′W / 60.617°S 45.333°W
帕爾默灣（英語：Palmer Bay）是南極洲的海灣，位於南奧克尼群島的科羅內申島北岸，處於克朗角以西，寬1.9公里，該海灣在1821年被發現，現時由南極條約體系管理。